# Tillo (Stadt)
Tillo (zwischen 1964 und 2013 Aydınlar) ist eine Kleinstadt und Hauptort des gleichnamigen Landkreises (İlçe) in der südostanatolischen Provinz Siirt. Die Stadt Tillo liegt neun km von Siirt entfernt. Die im Stadtlogo vorhandene Jahreszahl (1958) dürfte auf das Jahr der Ernennung zur Stadtgemeinde (Belediye) hinweisen.

## Geografie
Der 1990 durch das Gesetz Nr. 3647 () gebildete Landkreis liegt in der Mitte der Provinz und ist deren kleinster Landkreis (2,41 % der Landfläche). Er grenzt im Norden an den Kreis Şirvan, im Süden an den zentralen Landkreis (Merkez) und im Osten an den Kreis Pervari.
In der Stadt Tillo und drei der sechs Dörfer (Çatılı, Dereyamaç und İkizbağlar) des Landkreises wird in der Regel Arabisch (Qeltu-Dialekt des Irakisch-Arabisch), in den restlichen dreien (Akyayla, Çınarlısu und Taşbalta) Kurdisch gesprochen.
Das Terrain des Landkreises ist gebirgig. Im Osten schlängelt sich der Botan Çayı, der hier am Alkumrustaudamm aufgestaut wird, durch Tillo. Der Boden ist kalkhaltig und nicht unbedingt für Landwirtschaft geeignet, ebenso beinhaltet das Grundwasser viel Kalk und andere Salzverbindungen. Bei der Vegetation herrscht Steppenflora vor, kleine Wälder kommen vereinzelt vor.
Der Landkreis besteht aus folgenden sechs Dörfern (Köy):
| Akyayla    | 672 |          | Fersaf | 239 |
| İkizbağlar | 488 | Sinep    | 193    |     |
| Hatrant    | 319 | Taşbalta | 109    |     |

Im Durchschnitt wird jedes Dorf von 337 Einwohnern bewohnt.
Mit einer Bevölkerungsdichte von 30,7 (Einw. je km²) liegt der Kreis etwas unterhalb des halben Provinzwertes (von 57,9). Der städtische Bevölkerungsanteil liegt bei 52,35 %.

## Etymologie
Der Name der Stadt Tillo ist semitisch (arabisch oder aramäisch) und bedeutet so viel wie Heilige Geister und bezieht sich wohl auf die vielen Heiligengräber in Tillo. 1964 wurde die Stadt in Aydınlar umbenannt, was sinngemäß die Gebildeten bedeutet. Nach einer Gesetzesänderung 2013 konnten Orte ihre ehemaligen indigenen Namen wieder beantragen. Per Beschluss wurde im November 2013 Tillo wieder der offizielle Name der Stadt.